# Corsehill Castle

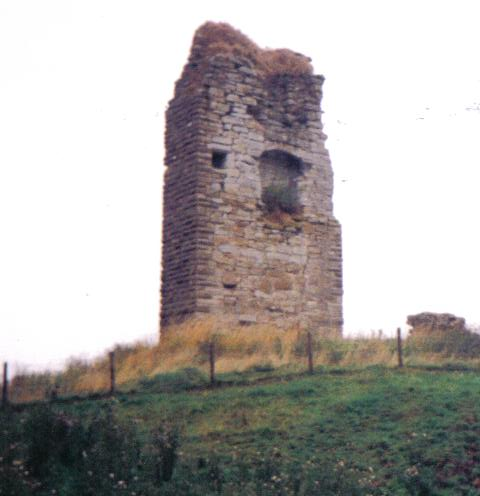
Die Überreste von Corsehill Castle

Corsehill Castle, auch Ravenscraig Castle, ist eine Burgruine in der Baillerie of Cunninghame in der Nähe von Stewarton in der schottischen Council Area East Ayrshire. Ganz in der Nähe soll Corsehill House, ein Herrenhaus, von dem heute nichts mehr erhalten ist, gestanden haben.
Die Anlage ist als Denkmal der Kategorie B klassifiziert.

## Urkunden und Ruinen
1451 wurde im Registrum Magni Sigilli in „Stewartoune“ (Stewarton), Ayrshire, „Le Mote de Casteltoune“ vermerkt. Über die Lage und Benennung dieser Gebäude entstand beträchtliche Verwirrung. Der Name „Ravenscraig“ ist vermutlich eine Verballhornung von „Reuincraig“, das wiederum von „Ruin Crag“ (dt.: Steinruine) abgeleitet ist. Es handelt sich dabei also weniger um einen Namen als um eine Beschreibung. Wir wissen aus geschichtlichen Aufzeichnungen über Godfrey de Ross und seine Familie aus Corsehill Castle, dass sie die Herren von Liddesdale in den Scottish Borders waren und später die Cunninghams die Halter wurden. Das spätere Corsehill House (oder Crosshill House) stand auf der Ostseite des Corsehill Burn oder Clerkland Burn, und es sollen nur noch wenige Überreste vorhanden gewesen sein, die die Stelle markierten, aber die Ordnance-Survey-Karte von 1860 zeigt keinerlei Ruinen davon, und heute ist an dieser Stelle nichts mehr zu sehen.
Corsehill House zeigt ein alter Druck von 1789 von Grose mit dem Vermerk: „Eine kleine Strecke von dieser Ruine gibt es einige kleine Überreste eines älteren Gebäudes, das derselben Familie gehört.“ Dies bezieht sich auf das alte Corsehill Castle, während die Zeichnung Corsehill House, das Heim des Herren zu dieser Zeit zeigt. Wesentliche Überreste von Corsehill House gab es, bis die Eisenbahnlinie gebaut wurde und die meisten Bausteine der Ruine zum Bau der Uferbefestigung des Baches verwendet wurden. Der Lauf des Baches wurde zu dieser Zeit ebenfalls geändert. Armstrongs Karte von 1775 zeigt, dass Corsehill Castle deutlich sichtbar auf dem Ostufer des Corsehill Burn lag. Der einzelne Abschnitt der Turmmauer, der heute noch von Corsehill Castle oder Ravenscraig Castle erhalten ist, wurde umfangreich repariert, um ihn zu stabilisieren, was ihm ein unübliches Aussehen verleiht, betont durch die Existenz einer Feuerstelle auf der Ostseite. Man hat bisher keinerlei Erklärung für die Ausführung dieser umfangreichen und teuren Reparaturarbeiten gefunden.
Eine Reihe von Autoren nahm an, dass der bis heute erhaltene Überrest des Turms einem bestimmten Teil von Groses Gravierung entspräche, aber die Dicke von fast drei Metern und weitere Details dieses klar jüngeren Gebäudes zeigen zusammen mit Daten aus den Karten Anderes. Außerdem zeigt die Ordnance-Survey-Karte eine Turmburg mit typischem quadratischen oder rechteckigen Grundriss und kein relativ unbefestigtes Herrenhaus mit im Vergleich z. B. zum Place of Auchinleck dünnen Mauern und vielen Türen im Erdgeschoss. Die Grundfläche von Corsehill House, wie sie die Gravierung zeigt, erscheint auch viel zu groß für den Hügel, auf dem der bis heute erhaltene Überrest von Corsehill Castle steht. Unglücklicherweise zeigt die Karte von Crawford von 1779 Corsehill nicht klar als Ruine, auch wenn die Lands of Cocklebie sich damals bereits über die einst prestigeträchtige Allee von Bäumen ausgebreitet hatten.
Herman Molls Karte von 1745 zeigt ein „Reuinsk“ westlich des Clerkland Burn und „Corsehill“ westlich davon, während Roy’s Karte von 1747 ein quadratisches „Old Crosshill“ und ein U-förmiges „Crosshill“ westlich des Baches zeigt, sowie einen „Mains“-Bauernhof. Armstrongs Karte von 1775 zeigt „Ruinen“ und „Corsehill“, abgebildet als Haus, westlich davon.
Dobie stellt kategorisch fest, dass es in Ayrshire keinerlei Aufzeichnungen über ein „Ravenscraig Castle“ gebe, dass das Gebäude westlich des Corsehill Burn seit 1608 eine Ruine gewesen sei und dass das Gelände, auf dem sie lägen, einst „Corsehill Park“ geheißen habe. Man sollte bemerken, dass ein Kolkrabe (engl. „Raven“) im Schottisch-gälischen ein „Raen“ oder „Ra’en“ ist. Oberhalb von Kirkwood bei Dunlop liegt ein Anwesen namens „Ravenslie“. 1820 war David Cunninghame der Eigentümer und erhielt eine Pacht von £ 39 13 s 4 d.
Die Karte von Blaeu von 1654 basiert auf Timothy Ponts früherer Karte und gibt „Reuinskraig“ auf der Westseite von Clerkland Burn und „Corshill“ auf der Ostseite an. Beide Anwesen sind in derselben Weise abgebildet, ohne klare Aussage darüber, dass „Reuinskraig“ eine Ruine sei. Die Karte der Anwesen von Lainshaw von 1779 zeigt Corsehill als relativ kleines und offenbar intaktes Anwesen auf der Ostseite des Corsehill Burn oder Clerkland Burn, erschlossen durch eine Straße, die an den Lands of Cocklebie abzweigt, über den höchsten Punkt des heutigen Cunninghame-Watt-Parks führt und dann bergauf zum Haus. Eine Baumallee führte hinunter zur Siedlung, aber diese war durch einige der Lands of Cocklebie unterbrochen, die noch nicht angepflanzt erscheinen. Die Burgruine ist als erhaltener Teil des Wohnturms dargestellt und ansonsten unbenannt. Die ganze Gegend wird „Corsehill Lands“ genannt. Überraschenderweise zeigt Grose nur 10 Jahre nach Vermessung des Anwesens Corsehill House als eine aufgegebene und ziemlich ausgeschlachtete Ruine.
Die Karte von 1828 von William Johnson erwähnt Corsehill nur auf der Ostseite des Bachs. Die Karte von 1776 von Taylor & Skinner zeigt ein „Corsehill“ nur als Wohnhaus im Besitz von Sir „William Cunynham“.

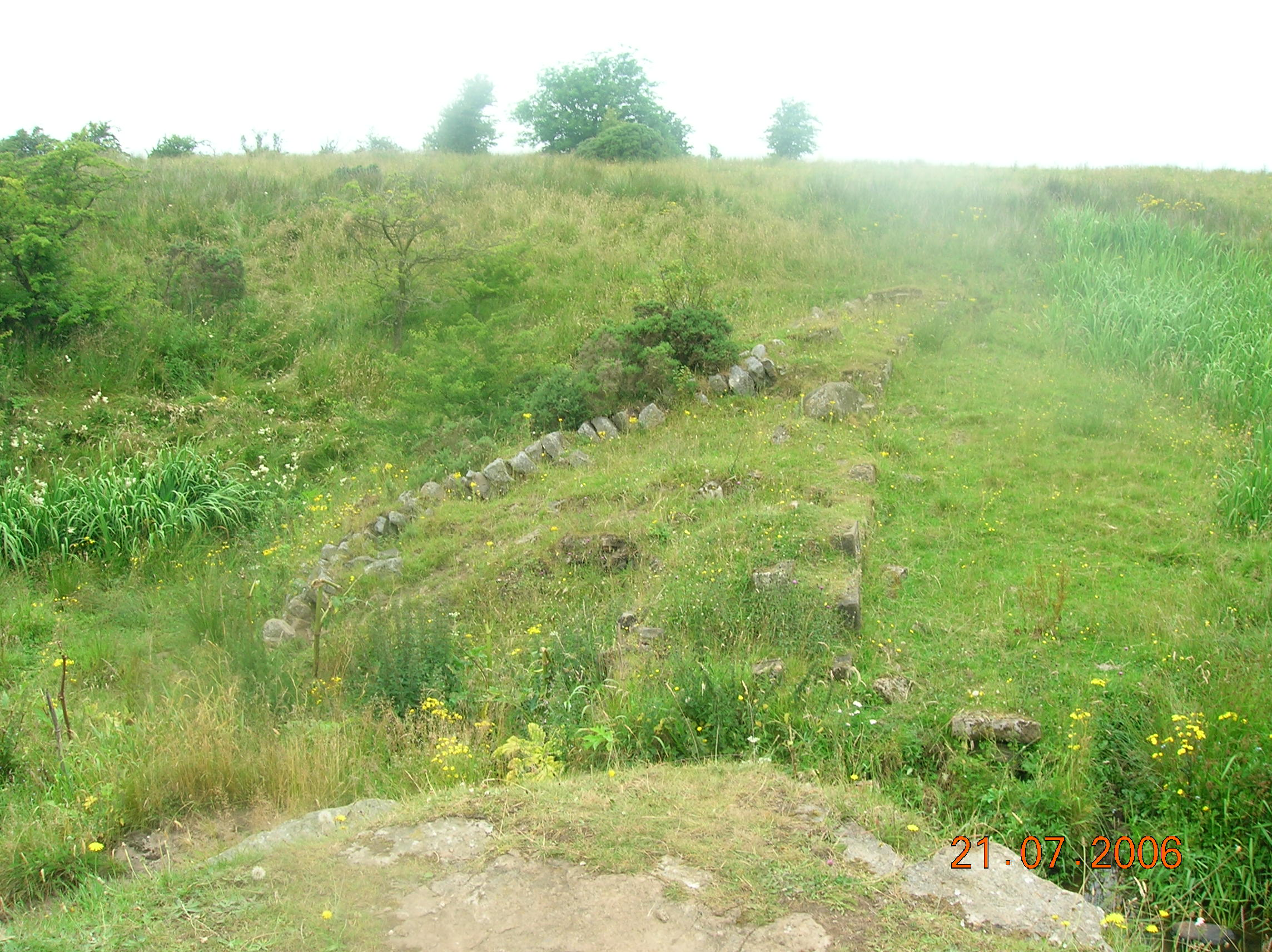
Die Reste des Damms am Corsehill Burn

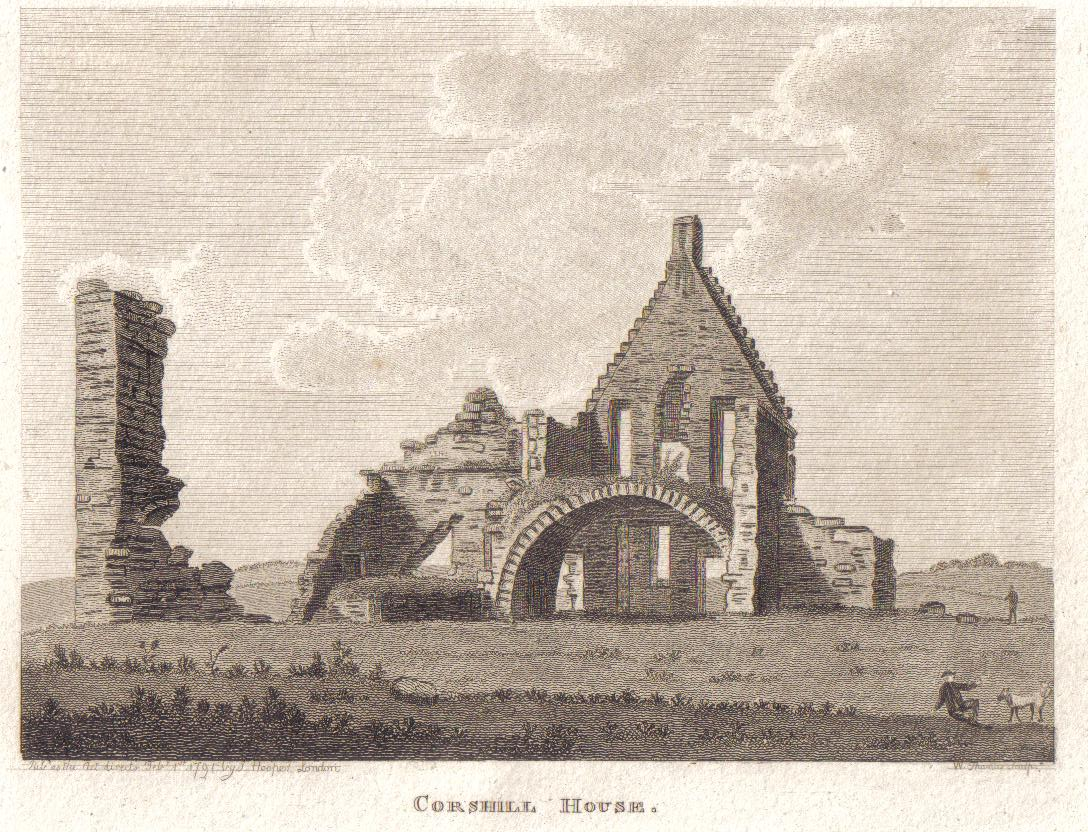
Gravierung der Ruine von Corsehill House, von dem heute keine Spur mehr erhalten ist (1789).

Das sogenannte „Ravenscraig Castle“ oder „Corsehill Castle“ einerseits und das „Corsehill House“ andererseits waren daher unterschiedliche Gebäude. Eine vage Erinnerung mag noch an ein „Templehouse“ und seine Festung in Darlington auf dem Land der Corsehill Farm erhalten sein, was zu zusätzlicher Verwirrung führt. In alten Quellen sind häufig „Corsehill“, „Corshill“ oder sogar „Crosshill“ erwähnt, niemals „Ravenscraig“, aber öfters „Reuincraig“. Wie oben dargestellt, ist es unwahrscheinlich, dass dies etwas anderes als die Beschreibung einer Ruine darstellt, die wohl auch „Corsehill“, „Ruined Corsehill“, „Reuinedcraig“, „Ravencraig“ und schließlich „Ravenscraig“ genannt wurde.
Archibald Adamson erwähnt in seinen Rambles Round Kilmarnock von 1875 den Namen „Ravenscraig“ nicht und nennt den Ort, den er besucht hatte, „Corsehill“. Aitken verortet „Crosshill Castle“ 1829 auf der Westseite des Corsehill Burn. Die erste Ordnance-Survey-Karte zeigt nur die Stelle einer erhaltenen Burg.
Um dies zu ergänzen, zeigt Pont’s, Cuninghame von 1604 zwei Gebäude, „Reuincraige“ und „Corshill“ in den Positionen NS 417 467 und NS 422 465 und Dobie schreibt, dass die beiden oft verwechselt wurden, aber dass „Reuincraig“ auf der Westseite des Corsehill Burn stünde und „Corsehill Mansion“ auf der Ostseite. „Reuincraig“, schreibt er, sei „(...) um 1840 so modernisiert worden, dass es schwierig war, zu erkennen, dass es 1608 eine Ruine war“, wogegen „Corsehill House“ zu Beginn des 19. Jahrhunderts entfernt worden sei und nur Fundamente aufgefunden werden konnten, als er dies schrieb. Er dachte auch, das „Reuincraig“ (also: „Ruin Craig“) nicht der originale Name sei. Wenn Dobie Recht hat, dann müssen die Ruinen, die als „Corsehill Castle“ bezeichnet wurden, die von “Reuincraig” sein, sowohl, weil dort Ruinen erhalten sind, als auch, weil sie am Westufer des Bachs liegen.
MacGibbon und Ross beschrieben Corsehill Castle Ende des 19. Jahrhunderts als sehr ruinöses Haus späteren Datums und offenbar mit L-förmigem Grundriss aus der Zeit 1542–1700. Somit müssen sie sich auf Corsehill House beziehen. Grose veröffentlichte eine Illustration von „Corsehill House“, gibt aber nicht dessen genaue Lage an. Er erwähnt, dass „in geringer Entfernung von dieser Ruine sich einige kleinere Überreste eines älteren Gebäudes, das derselben Familie gehört“, befänden; er bezieht sich offenbar auf das alte Corsehill Castle.

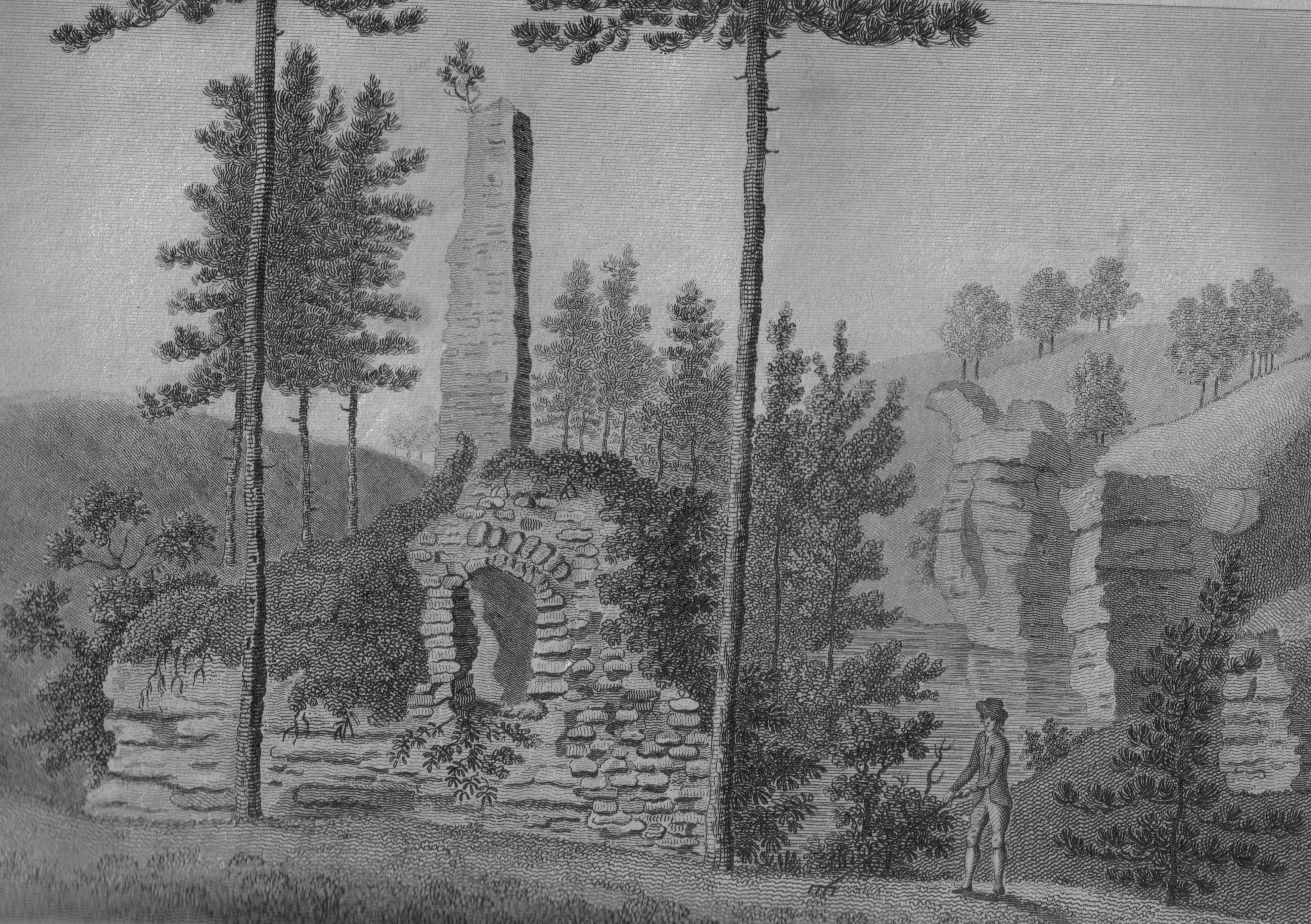
Auchinleck Place 1789 (Zeichnung von Francis Grose)

General Roys Military Survey of Scotland (1745–1755) markiert Ravenscraig Castle als „Old Corsehill“ und ebenso „[New] Corsehill“ auf der anderen Seite des Bachs, womit er offenbar bestätigt, dass beide denselben Namen hatten und das eine das andere ersetzte, auch wenn nur „Old Corsehill“ noch in irgendeiner Weise sichtbar ist; nur einige Fundamente von „[New] Corsehill“ waren 2007 noch zu sehen, der Rest des Hauses wurde im 19. Jahrhundert entfernt.
Es haben sich einige Spuren eines stark verschlickten Grabens erhalten, der ein Weg gewesen sein könnte, der von der Straße von Stewarton nach Dunlop abzweigte und zur Burg führte und dann weiter auf dem Viehweg, der unter der Eisenbahnlinie verschwand und einst zu der Stelle führte, an der Corsehill House stand.
Die schöne alte Sandsteinbrücke, über die die Straße nach Corsehill führte, wurde Anfang der 1990er-Jahre abgerissen. Nach einer lokalen Sage dienten die eisernen „Jougs“ daran zur Einkerkerung von Hexen, es kann aber auch sein, dass sie mit den Funktionen des Baronshofes der alten Baronie Corsehill in Verbindung standen, deren Aufzeichnungen heute noch erhalten sind und sich auf die Vorräte beziehen.
Adamson bemerkte auf seiner Wanderung 1875, dass das alte Corsehill Castle nie sehr groß war und dass die erhaltenen Überreste Zeichen kürzlicher Reparaturen zeigten. Ein großer Schatz soll unter den Fundamenten in einer dunklen Kammer liegen und, als ein Mann aus der Gegend auf der Suche danach zu graben begann, soll eine Stimme aus der Tiefe gekommen sein, die sagte: „Grab nicht weiter in der Ruine Ravenscraig“.
Ein Tunnel oder Geheimgang soll vom nahegelegenen alten Corsehill Castle hinunter zum Annick Water knapp flussaufwärts des Lainshaw Castle verlaufen. Durch den Tunnel kroch vermutlich der Großvater eines Mannes aus der Gegend. Dieser Tunnel könnte mit dem Abfluss eines nahen, gefluteten Steinbruchs, dem Wassereinzugsgebiet oder anderen Ländereien des Lainshaw Estate in Verbindung stehen.